# Portuguesa Fútbol Club B
El Portuguesa Fútbol Club "B" es un equipo de fútbol profesional venezolano de la ciudad de Araure, filial del Portuguesa Fútbol Club. Juega en la Tercera División de Venezuela.

## Estadio
Portuguesa Fútbol Club "B" entrena en el Estadio José Antonio Páez, de reciente construcción, el cual posee una capacidad para unas 14.000 personas y todos sus juegos de local, el equipo usa el mismo estadio , localizado también en la ciudad de Araure.

## Palmarés
- Tercera División de Venezuela (3): Torneo Apertura 2007/08, Torneo Clausura 2008/09, Torneo Clausura 2014/15
- Subcampeón Tercera División de Venezuela (0):